# Morgane Maes
Morgane Maes is een personage uit de VTM-televisieserie Familie, gespeeld door Tine Laureyns.

## Overzicht
Morgane Maes is verpleegster in het Algemeen Ziekenhuis. Op die manier komt ze in contact met Leen Van den Bossche, Mieke Van den Bossche en Linda Desmedt. Ze heeft de reputatie een mannenverslindster te zijn en maakt zich hierdoor niet meteen populair bij dit drietal. Zeker niet wanneer ze openlijk begint te flirten met dokter Paul Jacobs, op dat moment de verloofde van Leen.
Na verloop van tijd worden Mieke en Morgane echter vriendinnen. Wanneer blijkt dat Morgane uit haar appartement dreigt te worden gezet, stelt Mieke haar zelfs voor om te gaan samenwonen. Dit betekent de start van een periode waarin de twee vrouwen een heleboel plezier maken; zo schrijven ze zich onder meer in voor een reeks flamencolessen. Daar ontmoet het duo de knappe dansleraar Pieter De Deyn, maar tot Morganes grootste frustratie ziet hij enkel Mieke staan.
Na verloop van tijd begint Mieke een relatie met Pieter. Morgane is teleurgesteld en besluit haar onbezonnen leven vol onenightstands voort te zetten. Toch is het voor haar niet meer hetzelfde, nu ze steeds vaker Mieke moet afstaan aan Pieter en bijgevolg alleen op stap moet gaan. De situatie verergert nog wanneer Pieter bij hen komt inwonen. Van de ene dag op de andere neemt ze haar koffers, zonder haar vriendin Mieke hiervan op de hoogte te brengen. Wat later stuurt ze haar een kaartje vanop de Dominicaanse Republiek, waar ze intussen een nieuw leven is begonnen.